# Andreas Ryff
Andreas Ryff (Bâle, 13 février 1550 - 18 août 1603) est un commerçant, un politicien et un chroniqueur suisse originaire de Bâle.

## Biographie
Durant son enfance, il accompagne son père dans les marchés bâlois. Il travaille ensuite chez un marchand d'épices qui le maltraite. À l'âge de 14 ans, il commence à étudier les mathématiques mais il est frappé par la peste. Alors que quatre de ses frères et sœurs décèdent en quelques semaines, il parvient à se rétablir de justesse. En 1565, il commence un apprentissage de commerçant chez le président du village de Porrentruy.
Ryff fait le commerce de divers denrées et matières comme le fer. Quelque temps plus tard, il se rend à Strasbourg où il se perfectionne dans l'art du commerce et de l'échange de marchandises. En 1569, il retourne à Bâle auprès de son père et lui conseille de se lancer dans la fabrication de tissus et de vêtements. Il se marie en 1574 avec Margaretha Imhof qui lui donne cinq enfants.
Il se lance alors dans la politique. En 1591, il occupe une place au conseil de la ville. En mai 1594, il négocie avec les insurgés campagnards de la guerre du Rappen qui refusaient de payer des impôts. Grâce à son intervention, Bâle évite que le conflit s'éternise. En 1597, il accède au grade de Stadhauptmann (capitaine de la ville) qui a le pouvoir sur les troupes de la ville en cas de guerre. Les années suivantes, il travaille comme ambassadeur à Soleure puis en France.
Fort de ses nombreux voyages, il rédige en 1597 la chronique Cercle de la Confédération (Circkell der Eidtgnoschaft) et fait des comptes rendus détaillés de ses itinéraires. En 1582, Ryff lance des fouilles archéologiques dans un théâtre de l'époque romaine.
Il meurt en 1603.